# Харьков Яніс Володимирович
Я́ніс Володи́мирович Харьков — сержант Збройних сил України, учасник російсько-української війни.

## Нагороди
14 листопада 2014 року за особисту мужність і героїзм, виявлені у захисті державного суверенітету та територіальної цілісності України, вірність військовій присязі під час російсько-української війни, відзначений — нагороджений орденом «За мужність» III ступеня.